# Rhipidura opistherythra
Rhipidura opistherythra е вид птица от семейство Rhipiduridae. Видът е почти застрашен от изчезване.

## Разпространение
Видът е разпространен в Индонезия.